# Castillo de Santa Cruz (Navagallega)
El castillo de Santa Cruz o castillo de Navagallega es una fortificación de la Edad Media situada en las cercanías de la localidad de Navagallega, integrada dentro del municipio salmantino de Membribe de la Sierra, en España.

## Historia
La historiografía lo considera como un castillo altomedieval fruto de la reconstrucción de una anterior fortificación romana. En todo caso, formaba un conjunto defensivo con la cercana Peña del Rey a principios del siglo X, al haber sido una de las fortalezas reconstruidas en este siglo por el rey Ramiro II de León.

## Arquitectura
El castillo es de planta rectangular, y se asienta sobre la roca viva de las Peñas de Santa Cruz, en el conjunto montañoso de Sierra Menor. Sus muros son de mampostería y mortero de cal. Sus caras norte y este aún conservan partes de su recubrimiento original, de sillares de granito. En el extremo occidental, se observan los restos de la que sería la torre que protegería el acceso a la puerta. El aljibe que acumularía y abastecería de agua, se encuentra hoy prácticamente cubierto de material de deshecho y colmatado. El castillo formaría parte de un conjunto defensivo conocido como Peñas de Santa Cruz, que junto con el otro conjunto defensivo anexo, conocido como Sierra Negra, englobaría el núcleo fortificado llamado Peña de Rey, o Penna, tal y como se cita en la crónica de Sampiro. Todas estas obras de fortificación se encontraban rodeadas por muros de mampostería cuarcítica, de los que quedan vestigios ordenados en forma circular que permiten interpretar la presencia de una torre.

## Estado actual
Dado su estado de abandono, forma parte de la Lista Roja del Patrimonio, tras haber sufrido el expolio de diversos elementos constructivos desde hace siglos como material de obra.